# Ropica tentata
Ropica tentata là một loài bọ cánh cứng trong họ Cerambycidae.